# Асланов, Новрузали Давуд оглы
Новрузали Давуд оглы Асланов (азерб. Novruzəli Davud oğlu Aslanov; род. 22 марта 1963 года, город Баку, Азербайджанская ССР) — азербайджанский государственный и политический деятель. Депутат Милли Меджлиса Азербайджана III, IV, V, VI, VII созывов. Доктор философии международной эколого-энергетической Академии. Президент Азербайджанского общества Красного Полумесяца.

## Биография
Новрузали Асланов родился 22 марта 1963 года  в г. Баку в семье писателя-драматурга Давуда Асланова. В 1970 году поступил в среднюю школу № 201 г. Баку, которую окончил в 1980 году.
В 1985 году окончил Азербайджанский Политехнический институт, факультет автоматики и электронно-вычислительной техники.
С 1985 по 1990 год работал инженером-конструктором, старшим инженером, заведующим отделом, заместителем директора Бакинского завода электронно-вычислительных машин.
С 1990 по 1999 годы работал заместителем начальника управления, начальником управления, президентом акционерного общества «Азерагакагыз». 
С 1999 года является президентом Азербайджанского общества Красного Полумесяца. 12 марта 2025 года переизбран на новый срок.
Депутат Милли Меджлиса Азербайджана III, IV, V, VI созывов (c 2005) от Исмаиллинского округа №86. Является членом комитета по культуре, членом комитета по аграрной политике Национального парламента.
Член азербайджанской делегации в Парламентской ассамблее Евронест.
Являлся постоянным членом комиссии парламента Азербайджана по аграрным вопросам III, IV, V созывов, членом комитета по культуре парламента Азербайджана V созыва, руководителем межпарламентской рабочей группы Азербайджан — Черногория парламента III, IV созывов.
Являлся членом комиссии Азербайджана по военнопленным, взятым в заложники и пропавшим без вести гражданам Азербайджана.
В 2024 году на парламентских выборах в Азербайджане, которые состоялись 1 сентября, одержал победу в Исмаиллинском избирательном округе №89. Официально избран депутатом Милли Меджлиса Азербайджана седьмого созыва, первое заседание которого состоялось 23 сентября 2024 года.
Доктор философии Международной Экоэнергетической Академии.
Является автором 11 книг таких, как «Гуманитарная дипломатия», «Адрес милосердия», «Мои мысли», «Красный Полумесяц вчера, сегодня, завтра», «Добро и зло», «Азербайджанское общество Красного Полумесяца в потоке времени», «Еще раз о человеке», «Человек и его чудесный мир», «Вечная жизнь и чудесное существование».
В 2007 году удостоен звания «Самый активный депутат, защищающий права избирателей», учреждённого общественным объединением парламентских журналистов. Американский биографический институт объявил его человеком 2008 года и наградил медалью «Человек года» в 2010 году.

## Награды
- Орден «За службу Отечеству» I степени (11 апреля 2023 года) — за многолетнюю плодотворную деятельность в общественно-политической жизни Азербайджанской Республике[5]
- Орден «За службу Отечеству» II степени (4 марта 2015 года) — За плодотворную деятельность в общественно-политической жизни Азербайджанской Республики и заслуги в развитии движения Красного Полумесяца[6]
- Орден «За службу Отечеству» III степени (4 марта 2010 года) — за плодотворную деятельность в общественно-политической жизни Азербайджанской Республики и особые заслуги в развитии движения Красного Полумесяца[7]
- Медаль «Прогресс» (28 февраля 2005 года) — по случаю 85-летия Общества Красного Полумесяца Азербайджана за деятельность в области оказания социальных услуг и гуманитарной помощи малообеспеченным гражданам[8]